# Jahrbuch des Königlichen Botanischen Gartens und des Botanischen Museums zu Berlin
Jahrbuch des Königlichen Botanischen Gartens und des Botanischen Museums zu Berlin (abreviado Jahrb. Königl. Bot. Gart. Berlin) fue una revista con ilustraciones y descripciones botánicas que fue editada en Berlín. Fueron publicados 5 números en los años 1881-1889.